# Курганна хипотеза
Курганната хипотеза, наричана също Курганна теория или Степна теория, е най-широко приеманото предположение това къде е възникнал индоевропейският праезик, от който произлизат индоевропейските езици. Според теорията, хората от курганната култура в Понтийско-Каспийската степ на север от Черно море са били най-вероятните носители на индоевропейския праезик. Терминът произлиза от руския термин курган, вид погребална могила.
Курганната хипотеза е формулирана за първи път през 1950-те години от Мария Гимбутас, която използва термина, за да групира различни култури, включително културата Ямна и тези преди тях. Вместо това Дейвид Антъни използва основната култура Ямна и връзката й с други култури като отправна точка.
Мария Гимбутас определя курганската култура като съставена от четири последователни периода, като най-ранният (Курган I) включва Самарската и Сероглазовската култури от района между реките Днепър и Волга през медната епоха (началото на 4 хилядолетие пр.н.е.). Хората от тези култури са били номадски скотовъдци, които според модела до началото на 3 хилядолетие пр.н.е. са се заселили от Понтийско-Каспийската степ и в Източна Европа.
Три генетични проучвания през 2015 г. дават частична подкрепа на курганната теория на Гимбутас, по отношение на това къде е възникнал иноевропейския праезик. Според тези проучвания, хаплогрупите R1b и R1a (днес най-често срещани в Европа, а R1a често срещана в Южна Азия) биха се разпространили от степите на север от Черно и Каспийско море, заедно с индоевропейските езици. Също така, открит е автозомен компонент, присъстващ в съвременното коренно население в Европа, който не присъства при европейците през неолита, предаван по бащина линия при R1b и R1a.

## История

### Предшественици
Аргументи за възникването на индоевропейците като степни номади от Понтийско-Каспийския регион са изложени през 19 век, от германските филолози Теодор Бенфай и Ото Шрадер. Теодор Поше предполага че това е района около припятските блата. В своя труд за появата на индоевропейския праезик Карл Бругман приема, че местонахождението му не може да бъде определено точно, но той клони към гледната точка на Шрадер.
Тезата за понтийски произход е застъпена от археолозите Гордън Чайлд и Ърнст Уале. Един от учениците на Уале е Йонас Пузинас, който от своя страна е един от учителите на Гимбутас. Гимбутас, която признава Шрадер за предшественик, успява да събере богатство от археологически доказателства от територията на Съветския съюз (и други страни, принадлежащи тогава към източния блок, които не са били лесно достъпни за учени от западните страни), което й позволява да добие по ясна представа за праисторическа Европа.

## Теза
Според Мария Гимбутас, праисторическите култури в Източна Европа и Предна Азия, които практикували курганни погребения, са използвали индоевропейския праезик, т.е. по разкритите кургани може да се съди за разселението на първите индоевропейци.
Чрез този метод се установява, че към 5 хилядолетие пр.н.е. индоевропейската прародина е била в района на сливане на реките Волга и Кама (днес в Русия), откъдето индоевропейските племена се разселили из цялата степна зона от река Днестър до Урал. От важно значение за индоевропейската експанзия било обяздването на коня и използването на примитивни колесници, което направило възможно придвижването на по-големи разстояния. По периферията на курганните култури около 2500 г. пр.н.е. се появили и хибридни култури, като тази на кълбовидната амфора, на прото-гърците и на индо-иранските номадски племена. С това настъпило и първото диалектно деление на индоевропейския праезик.

### Периоди
Мария Гимбутас определя четири последователни етапа на развитие на курганните култури и три „вълни“ на тяхната експанзия:
- Курган I — до 4 хилядолетие пр.н.е. в района на реките Днепър и Волга. Тези култури започват развитието си от басейна на Волга и към тях принадлежат културите Сарама и Серогласовка.
- Курган II-III — 4 хил. пр.н.е. Включва културите Средни Стог и Майкоп в Северен Кавказ. Характерни за тях са каменните кръгове, колесниците и антропоморфни изображения на божества.
- Курган IV (Ямна) — началото на 3 хилядолетие пр.н.е.. Тези култури обхващат целия район от Урал до Румъния.

- Първа вълна — експанзия предшестваща Курган I, която тръгва от долното течение на Волга и се насочва към река Днепър, предизвиквайки съжителство на курганната култура с културата Кукутени. Сътресенията от тази експанзия достигат до Балканите и по Дунав — до културите Винча и Ленгел в Унгария.
- Втора вълна — около средата на 4 хил. пр.н.е. Започва от културата Майкоп и довежда до поява и разпространение на курганизирани хибридни култури в Северна Европа през цялото 3 хил. пр.н.е. Според Гимбутас, това съвпада с първото навлизане на индоевропейски езици в Западна и Северна Европа.
- Трета вълна — 3000–2800 г. пр.н.е. Експанзия на културите Ямна отвъд степните райони. Характерните курганни погребения се разпространяват по цялата територия на Румъния и България, чак до Източна Унгария.

### Вторична прародина
Вторична прародина на индоевропейците и източник на експанзии се явява курганизираната хибридна култура на кълбовидната амфора, която се разделя на два клона — култура на камбановидните чаши и на шнуровата керамика (2300 г. пр.н.е.). От тези култури по-късно се развиват италийският, келтският и германският индоевропейски клон, а също някои изчезнали народи на Балканите и протомикенците в Гърция и пеласгите.

### Интерпретация
Според Мария Гимбутас експанзията на курганните култури представлявала серия от военни нападения и инвазии. Те унищожили или подчинили мирните матриархални култури на Праисторическа Европа (обобщени от Гимбутас с термина Старата Европа) и ги заменили с войнствени патриархални общества. Доказателство за това са разпространилите се през съответния период укрепени селища, могилни укрепления и погребения на военни вождове.
Гимбутас казва: „Процесът на индоевропеизация бил културна, а не физическа трансформация. Той трябва да се разглежда като военна победа, довела до налагане на нова административна система, език и религия над автохтонното население“.
В по-късните си трудове, Гимбутас все повече набляга на насилствения характер на тази трансформация от мирния средиземноморски култ на Богинята-Майка към воинственото патриархално общество, почитащо Бога-Гръмовержец (Дйевс, Дяус). Много от последователите на Гимбутас, обаче, смятат че тези промени са били далеч по-мирни и постепенни. Инвазията на курганните култури не е била съгласувана, организирана военна операция, а е била резултат от движението и преселенията на множество разпокъсани племена, в продължение на много поколения. И все пак неясен остава въпросът дали местното пред-индоевропейско или доиндоевропейско население е било мирно асимилирано или унищожено и прогонено.
Макар Курганната хипотеза да е най-добре приета сред учените, съществуват и други предположения за миграциите и прародината на индоевропейците. Главната алтернативна хипотеза е на Колин Ренфрю е анатолийската, която посочва Анатолия като арийската прародина и описва разпространението на индоевропейските езици като чисто културно влияние, съпътстващо разпространението на земеделието. Тази хипотеза предполага далеч по-древен произход на индоевропейския език (около 10 000-6000 г. пр.н.е.). Тя обаче е по-непопулярна от Курганната хипотеза, защото посоките и времето на експанзии на индоевропейците не съвпадат с разпространението на земеделието, а и смесва доиндоевропейските хати с хетите, които са индоевропейски народ. Трета хипотеза свързва произхода на индоевропейците с Балканите, Дунавската протописменост и Kултурата Винча.

## Археологическа характеристика
Курганните погребения от Бронзовата епоха са характерни за степни номадски народи от планините Алтай до Кавказ и Румъния. В някои случаи погребалните съоръжения са изключително сложни, с по няколко вътрешни камери. В основната камера са положени телата на древни аристократи, обградени с погребален инвентар и жертвени дарове, сред които често били коне и колесници.